# Maud de Lacy, baronessa Geneville
Maud de Lacy, baronessa Geneville   (Dublín, 1230 (Gregorià) - comtat de Meath, 11 d'abril de 1304) va ser una noble hiberno-normanda que va heretar la meitat de les propietats del seu avi Walter de Lacy, després de la seva mort l'any 1241. Els senyorius de Trim i Ludlow van passar al seu segon marit Sir Geoffrey de Geneville, I baró Geneville per dret de matrimoni, tot i que ambdós van administrar les propietats per igual. De vegades és anomenada Matilda de Lacy.

## Biografia
Maud va néixer a Dublín, Irlanda, sent la filla més petita de Gilbert de Lacy, originari d'Ewyas Lacy, i d'Elisabet Bigod. Els seus avis paterns van ser Walter de Lacy i Margaret de Braose, filla de Maud de Braose. Els seus avis materns van ser Hugh Bigod, III comte de Norfolk, i Maud Marshal, filla de Guillem el Mariscal. Va tenir un germà gran, Walter, i una germana, Margery. El 25 de desembre del 1230, l'any del seu naixement, el seu pare va morir, deixant la seva mare vídua amb divuit anys. Menys de quatre anys després, el 12 d'abril del 1234, la seva mare es casava amb John Fitzgeoffrey, senyor de Shere a Surrey (Anglaterra) i Lord tinent d'Irlanda. Maud va tenir sis germanastres més joves d'aquest segon matrimoni.
A principis de l'any 1241, va morir el seu germà Walter. Quan el seu avi Walter de Lacy va morir poc després (el 24 de febrer del mateix any), Maud i la seva germana Margery van heretar les seves extenses propietats a Irlanda, Herefordshire i la Marca de Gal·les. Ambdues van rebre una part de la regió d'Ewyas Lacy, a Herefordshire, i una participació del senyoriu, amb els impostos i ingressos subjectes a ell. La seva part va ser delegada a la família Mortimer i, l'any 1460, va passar a mans del rei Eduard IV.

## Matrimoni i fills
En una data desconeguda, Maud es va casar amb el seu primer marit Pierre de Genève, fill d'Humbert, comte de Genève i familiar d'Elionor de Provença. El seu marit va ser un dels "Saboiards" que va arribar a Anglaterra amb el seguici de la reina Elionor quan aquesta es va casar amb Enric III. El matrimoni va tenir un fill i una filla els noms dels quals no van ser documentats. Pierre va morir l'any 1249.
Abans del 8 d'agost del 1252, Maud es va casar amb el seu segon marit, un altre "saboiard", Sir Geoffrey de Geneville, I baró Geneville. Els dos matrimonis de Maud i de la seva germana Margery van ser concertats personalment pel rei per assegurar que les propietats heretades del seu avi es mantinguessin en mans de persones fidels a la corona d'Anglaterra.

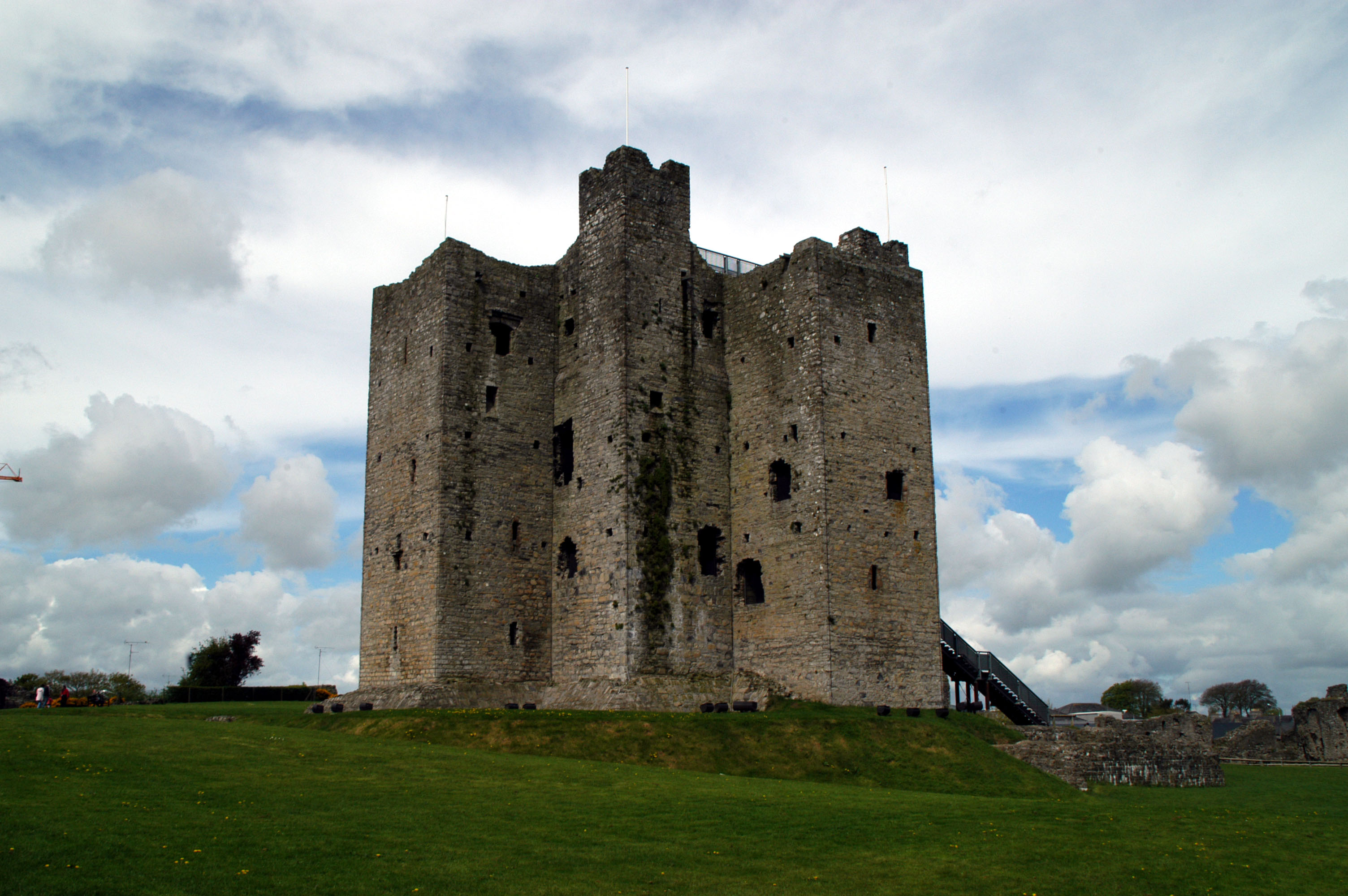
Castell de Trim, Irlanda un dels senyorius de Maud de Lacy.

El rei va concedir a Geoffrey i Maud, i als seus hereus, els drets sobre Meath gaudits pel seu avi Walter de Lacy, mitjançant una autorització del 8 d'agost del 1252. El 18 de setembre del 1254, el rei els va concedir totes les llibertats i duanes gratis a Meath, que havia gaudit el seu avi; podent, així, emetre els seus propis edictes a Meath segons les lleis i costums d'Irlanda. El 21 de setembre del 1252, van obtenir el castell de Trim i les terres com a herència de Maud. Ells van fer del castell de Trim la seva residència principal i van governar conjuntament les seves propietats com a iguals. Posteriorment, van realitzar donacions a l'Abadia de Fore.
L'any 1254, Maud va acompanyar a la reina Elionor a la Gascunya.
El marit de Maud va ser un lleial seguidor i favorit del príncep Eduard, que l'any 1272 va ascendir al tron amb el nom d'Eduard I d'Anglaterra. Geoffrey va lluitar al seu costat contra Simó V de Montfort a la batalla d'Evesham, qui es va refugiar al castell de Ludlow després de la seva fugida el maig del 1265, evitant ser capturat per Montfort. Geoffrey va ser nomenat Lord tinent d'Irlanda pel seu amic i rei el setembre del 1273, lloc que va mantenir fins al mes de juny del 1276. Va ser convocat a la cort com a I baró Geneville, mitjançant un mandat reial, el 6 de febrer de 1299.
Geoffrey i Maud van tenir almenys tres fills:
- Goffrey de Geneville (m. 1283).
- Sir Piers de Geneville, de Trim i de Ludlow (1256 - 1292), casat amb Joana de Lusignan.
- Joana de Geneville, casada amb Gerald FitzMaurice (m. 1287).
- Possiblement van tenir dos fills més: Gautier i Jean.

## Últims anys
El 1283, Maud va donar totes les seves terres a Anglaterra i Gal·les a Piers, el seu segon fill amb Geoffrey. Aquestes incloïen el castell de Ludlow a Shropshire, i Waltesrtone Manor, així com totes les terres de cavallers (terres per mantenir als cavallers) que tenia a Anglaterra. Aquell mateix any va morir el seu hereu Geoffrey.
Maud va morir a Trim l'11 d'abril del 1304 a l'edat de setanta-quatre anys. El seu marit Geoffrey va morir deu anys més tard. El seu fill Piers havia mort el 1292, deixant a Joana com a hereva aparent de les propietats i senyorius; el va succeir com a baronessa titular Geneville el 21 d'octubre del 1314. Després es va tornar a casar amb Roger Mortimer.

## Personalitat
Maud va ser descrita com una persona de mentalitat independent, i normalment acompanyava al seu marit en els seus nombrosos viatges a l'estranger, incloent-hi una missió per visitar al papa Nicolau IV a Roma en l'any 1290, quan ella comptava amb setanta anys. Maud protegia molt les seves propietats; sempre es trobava disposada a entrar en litigis davant de qualsevol amenaça a les seves terres o privilegis, independentment de si aquestes amenaces provenien dels seus familiars, de l'Església o de l'administració de Dublín.